# Уэллс, Джонатан
Джон Корриган «Джонатан» Уэллс (англ. John Corrigan «Jonathan» Wells; 19 сентября 1942 — 19 сентября 2024) — американский писатель и сторонник псевдонаучной концепции «разумного замысла».
Будучи членом Движения объединения, Уэллс писал, что учение Мун Сон Мёна, учёба в Теологической семинарии объединения и его молитвы убедили его посвятить свою жизнь «уничтожению дарвинизма». Термин «дарвинизм» сторонники «разумного замысла» часто используют для обозначения научного консенсуса в отношении биологической эволюции, которую Уэллс описывает как теорию, согласно которой различные биологические виды развивались в полностью естественном процессе без целенаправленного Божьего творческого участия.
В своей самой известной книге «Анти-Дарвин» (в оригинале — «Иконы эволюции») Уэллс делает попытку опровержения наиболее популярных аргументов в пользу эволюции, приводимых в школьных учебниках биологии. Он утверждает, что эти аргументы сильно преувеличены, искажают истину или являются заведомо ложными. По его словам, это показывает, что теория эволюции противоречит имеющимся фактам, и поэтому он выступает против её преподавания в системе государственного образования.
Книга вызвала сильную критику в научном сообществе как намеренно вводящая в заблуждение и содержащая ошибочные выводы относительно статуса теории эволюции, которая является центральной парадигмой биологии. Кроме того, отмечалось наличие в книге преднамеренных искажений в цитировании, а также отсутствие у Уэллса необходимой научной объективности. Научным сообществом книга была признана псевдонаучной.
Уэллс также является ВИЧ-диссидентом — сторонником псевдонаучного взгляда, отрицающего существование вируса иммунодефицита человека (ВИЧ) либо отрицающего тот факт, что ВИЧ является причиной СПИДа.

## Биография
Уэллс родился в Нью-Йорке в 1942 году и вырос в Нью-Джерси в семье христиан-протестантов. Он изучал геологию в Принстонском университете, но бросил учёбу на первом курсе. После недолгой работы в качестве водителя такси был призван в армию и прослужил два года в Германии. После увольнения в 1966 году он поступил в Калифорнийский университет в Беркли, где он публично отказался от службы запаса. Это привело к его аресту и восемнадцати месяцам заключения в Ливенвортской военной тюрьме. После своего освобождения Уэллс вернулся в Беркли, где он закончил свою учёбу по специальности в области геологии и физики и одновременно получил второе высшее образование по биологии. Джонатан Уэллс получил две докторские степени, одну в области молекулярной и клеточной биологии в Калифорнийском университете в Беркли, и одну по религиоведению в Йельском университете. Он работал в качестве научного сотрудника с учёной степенью в области биологии в Калифорнийском университете в Беркли и руководителем медицинской лаборатории в городе Фейрфилд (Калифорния), преподавал биологию в Университета штата Калифорния в Восточном заливе в городе Хайвард, Калифорния.
В 1974 году Уэллс присоединился к Движению объединения. Он окончил Теологическую семинарию объединения в 1978 году со степеню магистра в области религиозного образования. Уэллс продолжил учёбу в Йельском университете, получив докторскую степень в области религиоведения в 1986 году, уделяя особое внимание исторической реакции на дарвинизм. В это время он много писал о Теологии объединения и преподавал в Теологической семинарии объединения. Уэллс состоял в совете директоров Теологической семинарии объединения. Он также выступал в качестве директора Международного религиозного фонда, принадлежащего Движению объединения и спонсирущего межконфессиональные конференции.
В 1994 году Уэллс получил ещё одну докторскую степень в области молекулярной и клеточной биологии в Калифорнийском университета в Беркли. После получения докторской степени, как он сам описывает, он работал в качестве научного сотрудника с учёной степенью в области биологии в Калифорнийском Университете в Беркли, и одновременно писал критические статьи в адрес дарвинизма. Вскоре после этого Уэллс присоединился к бывшему профессору права Калифорнийского университета в Беркли Филиппу Э. Джонсону, отцу Движения «разумного замысла», в общественной организации «Discovery Institute». Джонатан Уэллс в данное время работает сотрудником Научно-культурного центра этой организации центре движения «разумного замысла», и в Международном информационно-проектировочном обществе по решению научных сложностей, которая также выступает в защиту концепции «разумного замысла».
Уэллс умер 19 сентября 2024 года, в день своего 82-летия.

## Оппозиция эволюционной теории
О его студенческих годах в Теологической семинарии объединения (1976-78), Уэллс говорит: «Отец Мун Сон Мен посоветовал нам в Теологической семинарии объединения одну вещь, которую мы должны были делать, это молиться и пытаться найти Божий план для наших жизней». Позже он описывал свой план: «Защищать и четко формулировать теологию объединения, особенно в отношении дарвиновской эволюции».

Уэллс заявлял, что его богословская докторантура в Йельском университете, оплаченная Движением объединения, была направлена на поиски и решение «корня конфликта между дарвиновской эволюцией и христианской доктриной» с целью направить всю силу христианской теологии на критику дарвинизма. Он сказал:
Я узнал (к моему удивлению), что библейская хронология не играла практически никакой роли в дебатах XIX в., так как большинство богословов уже приняло геологические данные касательно возраста Земли, столь часто повторяющихся в Книге Бытия, как длительного периода времени. Вместо этого, центральным фокусом их споров было сотворение.

Уэллс сказал, что «уничтожение дарвинизма» являлось его мотивом для изучения христианской теологии в Йельском университете и получения второй докторской степени в Беркли, изучения биологии и, в частности, эмбриологии:
"Слова Отца [Мун Сон-Мена], мои исследования, и мои молитвы убедили меня в том, что я должен посвятить свою жизнь уничтожению дарвинизма так же, как многие из моих сподвижников по вере уже посвятили свою жизнь уничтожению марксизма. Когда Отец выбрал меня (наряду с около десятком других выпускников семинарии) для докторской программы в 1978 году, я с радостью встретил возможность подготовить себя к бою. -- Джонатан Уэллс, Дарвинизм: Почему я пошел на получение второй докторской 
Он писал статьи для общественной организации «Института Дискавери», газет Уорлд Нэт Дейли, Происхождение и дизайн, и других.
В 1997 году он выступил с докладом на тему «Эволюция в соответствии с разумным замыслом» на финансируемой Движением тбъединения Международной конференции за объединение наук в Вашингтоне.
В 1999 году Уэллс дебатировал с «Нью-Мексико организацией за науку и разум». Он был одним из участников дебатов 2002 года в Natural History (журнал), состоявшихся между сторонниками «разумного замысла» и сторонниками эволюции. В 2005 году он дебатировал с Массимо Пильюччи, главой факультета философии Нью-Йоркского университета в Бронксе, во время ток-шоу Не-общепринятое знание на канале Государственной службы телевещания США. Пилиуччи отметил, что Уэллс «явно солгал» во время дебатов, искажает современное состояние науки, а также не понимает некоторые из теорий, которые критикует.
Уэллс является одним из подписантов «Научного несогласия с дарвинизмом» «Института Дискавери», скандальной петиции, которую сторонники используют для продвижения концепции «разумного замысла», пытаясь поставить под сомнение теорию эволюции. Он также является автором «Десяти вопросов, которые вы должны задать своему учителю биологии касательно эволюции» для учащихся средней школы, которые были опубликованы «Институтом Дискавери». Национальный центр научного образования выпустил список ответов на вопросы.

## Иконы эволюции
Самой известной его книгой является книга «Анти-Дарвин» (в английском оригинале «Иконы эволюции: наука или миф?»). Уэллс сосредоточился в своей книге на десяти примерах, которые по его словам, широко используется на уроках про эволюцию, которые он называет «иконами». По утверждениям Уэллса эти десять тематических исследований, используемые для иллюстрации и преподавания эволюции, ошибочны.
Философ Барбара Форрест, биолог и писатель Пол Гросс и генетик Джерри Аллен Койн которых цитирует Уэллс в своей книге, написали опровержения, заявив, что их цитаты были вырваны из контекста, их работа была искажена или не предполагает выводов, сделанных Уэллсом.
Книга вызвала резкую критику в научном сообществе, как намеренно вводящая в заблуждение и содержащая ошибочные выводы относительно статуса теории эволюции, которая является центральной парадигмой биологии. Биологи Кевин Падиан и Алан Гишлик в обзоре в журнале The Quarterly Review of Biology отметили: «На наш взгляд, независимо от философской или религиозной предпосылки Уэллса, его „Иконы эволюции“ вряд ли можно считать работой, имеющей научную ценность».

## Книги
- Jonathan Wells, Charles Hodge’s Critique of Darwinism: An Historical-Critical Analysis of Concepts Basic to the 19th Century Debate. (Edwin Mellen Press, April 1988.) ISBN 0-88946-671-8
- Jonathan Wells, Icons of Evolution. (Regnery Publishing, 2000) ISBN 0-89526-276-2
- Jonathan Wells, The Myth of Junk DNA. (Discovery Institute Press, May 31, 2011) (150 pages) ISBN 1-936599-00-7
- Jonathan Wells, The Politically Incorrect Guide to Darwinism and Intelligent Design. (Regnery Publishing, 2006) ISBN 1-59698-013-3
- Jonathan Wells and William A. Dembski, The Design of Life. (Foundation for Thought and Ethics, 2007) ISBN 0-9800213-0-8
- Jonathan Wells and William A. Dembski, How to be an Intellectually Fulfilled Atheist (Or Not). (Intercollegiate Studies Institute, 2008) ISBN 1-933859-84-9

### Переводы на русский язык
- Уэллс Д. Анти-Дарвин / Пер. с англ. Мария Макарова. — М.: Альпина Бизнес Букс, 2012. — 288 с. ISBN 978-5-91657-397-8 Тираж 3000